# Break My Bank
Break My Bank è un brano musicale del duo hip hop statunitense New Boyz, pubblicato come primo singolo estratto dall'album Too Cool to Care il 13 luglio 2010. Il singolo ha raggiunto la sessantottesima posizione della classifica Billboard Hot 100.

## Tracce
- Digital download[1]

1. Break My Bank – 2:57

## Classifiche
| Classifica (2009)      | Posizione più alta |
| ---------------------- | ------------------ |
| U.S. Billboard Hot 100 | 68                 |
| U.S. R&B/Hip-Hop Songs | 63                 |
| U.S. Rap Songs         | 10                 |